# Houcine Jaziri
Pour les articles homonymes, voir Jaziri.
Houcine Jaziri, né le 2 juillet 1968 à Zarzis, est un homme politique tunisien.
Il est secrétaire d'État chargé de l'Immigration, auprès du ministre des Affaires sociales, Khalil Zaouia, de 2011 à 2014.

## Biographie

### Études
En 1988, Houcine Jaziri obtient son baccalauréat. Il étudie ensuite la philosophie à l'université de Tunis jusqu'en 1990 ; il milite alors pour le Mouvement de la tendance islamique (futur Ennahdha), dont il devient le porte-parole pour sa faculté, ainsi que membre du bureau politique des étudiants. Il poursuit sa scolarité pendant trois ans au Maroc, puis en France, où il décroche une maîtrise de philosophie.

### Carrière professionnelle
En France, il crée un institut d'enseignement de la langue arabe et de la culture arabo-islamique, qu'il dirige avant de revenir en Tunisie en 2011.
Il participe à la création de la chaîne de télévision Zitouna TV.

### Carrière politique
Il est membre du bureau politique d'Ennahdha depuis 1993 ; il en devient par la suite le porte-parole. En 2005, alors en exil en France, il fait partie des rédacteurs de la déclaration du Mouvement du 18-Octobre, groupe d'opposition interdit sous la présidence de Zine el-Abidine Ben Ali. Après la chute du régime de ce dernier lors de la révolution de 2011, il retourne en Tunisie, devenant en février membre du comité supérieur des élections au sein d'Ennahdha ; en décembre, il intègre le gouvernement Hamadi Jebali comme secrétaire d'État chargé de l'Immigration, auprès du ministre des Affaires sociales, Khalil Zaouia, poste qu'il conserve dans le gouvernement Ali Larayedh.
Il est élu en tant que représentant d'Ennahdha à l'Assemblée des représentants du peuple lors des élections du 26 octobre 2014.

## Vie privée
Il est marié et père de trois enfants.